# 엘러본

엘러본(Elevons)은 엘리베이터(피치 제어용으로 사용)와 에일런(롤 제어용)의 기능을 결합한 항공기 제어 표면이다. 주로 꼬리없는 날개, 즉 무미익기(無尾翼機)에 자주 사용된다.  "엘레본"이라는 단어는 엘리베이터와 에일러론의 대명사이다.
Elevons는 날개의 후행 에지에 있는 항공기 양쪽에 설치된다. 같은 방향(위 또는 아래)으로 이동하면(위 또는 아래)의 피칭힘(승강타)가 항공기에 가해진다. 다른 각도로 이동할 경우(위로 1회, 아래로 1회) 롤링힘(선회타)가 가해진다이러한 힘은 한쪽 날개는 완전히 아래로 향하고 다른 날개는 부분적으로 아래로 향하는 적절한 위치에 놓음으로써 동시에 가해질 수 있다.
항공기 비행 제어 시스템의 기능을 항공기 동체(aerodyna)가 수행하기 위해 항공기, 엘리베이터, 엘리베이터, 엘레본, 플랩 등으로 통합하려는 기술 연구 개발 노력이 진행 중이다. 엘러본의 가장 큰 단점은 엘러본이 항공기의 피치를 올리고 추가 양력을 발생시키기 위해 함께 위로 움직이면 캠버가 감소한다는 것이다. 캠버는 높은 레벨의 리프트를 생성할 때 바람직하므로, 엘보우는 윙의 최대 리프트 및 효율을 줄여 준다. 이것들은 많은 무인 항공기와 6세대 전투기에 사용될 수 있다. 유연한 날개와 유체 역학에 적합하다.

## 같이 보기
- 보조 날개
- 플래퍼론
- 전익기